# Bandola

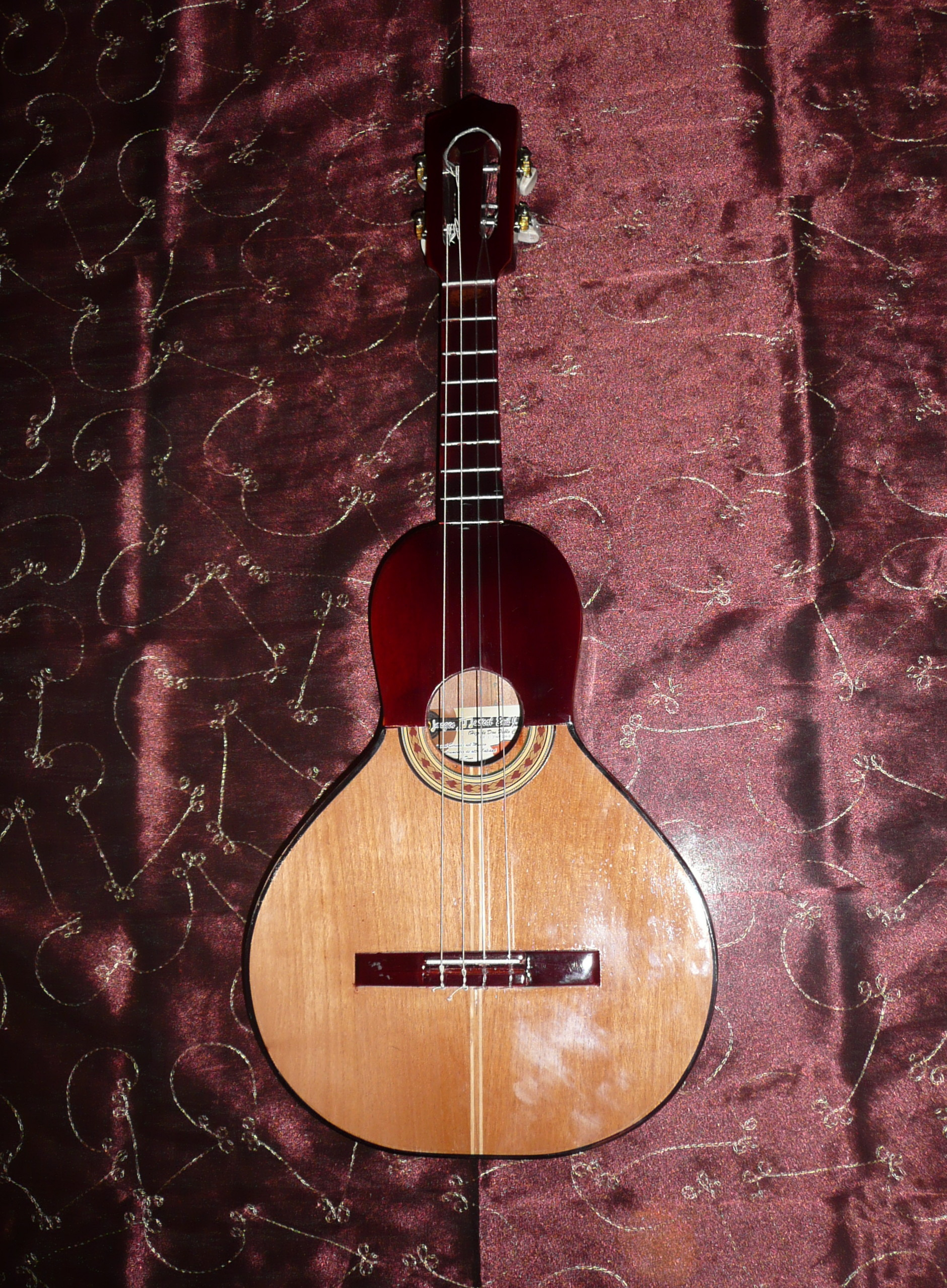
Bandola llanera.

La bandola (qui signifie mandoline en espagnol) est un petit instrument de musique à quatre cordes utilisé au Venezuela, en Colombie. C'est une petite guitare en forme typique de poire qui dérive de la guitare baroque espagnole.
Il existe plusieurs types de bandola : orientale, llanera, centrale mais aussi guayanesa, andina ou bandurria.

## Lutherie
Forme spécifique en poire.
Il est généralement accordé en La Ré La Mi.

## Jeu
C'est un instrument clé de la tradition folklorique des Llanos du Venezuela et de Colombie. Il est accompagné du cuatro (rythmique) et des maracas dans le style llanero, en particulier pour le joropo (danse de couple nationale vénézuélienne).